# Passiflora margaritae
Passiflora margaritae är en passionsblomsväxtart som beskrevs av Sacco. Passiflora margaritae ingår i släktet passionsblommor, och familjen passionsblomsväxter. Inga underarter finns listade i Catalogue of Life.